# LastPass
LastPass is een freeware-wachtwoordbeheerder ontwikkeld door LastPass. Het is beschikbaar als plug-in voor Internet Explorer, Mozilla Firefox, Google Chrome en Safari. Er is ook een LastPass-bookmarklet voor andere browsers. Wachtwoorden in LastPass zijn beschermd met een hoofdwachtwoord en zijn lokaal gecodeerd en worden gesynchroniseerd met elke andere browser. LastPass heeft ook een formuliervuller die automatisch wachtwoorden en webformulieren invult. Het genereert ook veilige wachtwoorden en ondersteunt het delen van sites en het opslaan van sites.

## Features

### Gratis versie
- Eén gebruiker
- Onbeperkt wachtwoorden
- Eén soort apparaat
- Synchronisatie tussen apparaten
- Wachtwoordenkluis
- Automatisch wachtwoorden invullen
- Wachtwoordgenerator
- Delen met één persoon
- Veilige notities
- Multi-factorauthenticatie
- LastPass Authenticator
- Standaard ondersteuning

### Betaalde versie
- Eén gebruiker
- Onbeperkt wachtwoorden
- Onbeperkt soort apparaat
- Synchronisatie tussen apparaten
- Wachtwoordenkluis
- Automatisch wachtwoorden invullen
- Wachtwoordgenerator
- Delen met meerdere personen
- 1 GB bestandsopslag
- Veilige notities
- Multi-factorauthenticatie
- Geavanceerde opties multi-factorauthenticatie
- LastPass Authenticator
- Persoonlijke ondersteuning

## Encryptietechnologie
LastPass gebruikt de Advanced Encryption Standard geïmplementeerd in C++ en JavaScript en 256 bitssleutels om wachtwoorden op te slaan. Alle inloggegevens worden door het hoofdwachtwoord gecodeerd en vervolgens in gecodeerde vorm opgeslagen op een server. Alleen gecodeerde gegevens verlaten zo de computer van de gebruiker.

## Recensies
LastPass is door PC Magazine in 2015 gekozen als beste wachtwoordmanager, heeft een 4-sterren beoordeling op de Firefox Add-ons website met bijna 1000 recensies en is besproken op Download Squad, Lifehacker en Makeuseof.